# 松澤香輝
松澤 香輝（まつざわ こうき、1992年4月3日 - ）は、東京都北区出身のプロサッカー選手。Jリーグ・ベガルタ仙台所属。ポジションはゴールキーパー（GK）。

## 来歴
小学5年時に東京ヴェルディのセレクションに合格し東京ヴェルディジュニアに加入。中学時代も同クラブのジュニアユースに所属したが、同期にキローラン菜入がいたこともあり、ユースには昇格出来なかった。
流経大柏高校2年時の2009年、U-17日本代表としてFIFA U-17ワールドカップに出場。しかし、大会では嘉味田隼と渡辺泰広が起用されたため、出場機会は無かった。3年の夏に早稲田大学のGKコーチからオファーを受けて同大にスポーツ推薦で進学。
大学では2年時に公式戦全試合にスタメン出場し、インカレでは優勝を果たしベストGKに選出された。また2012年8月、ジェフユナイテッド市原・千葉に特別指定選手として登録された。4年時には副将を務めた。
2015年、ヴィッセル神戸に加入。2016年1月1日に一般女性と入籍した。2016シーズン終了後、ヴィッセル神戸との契約満了が発表された。
2017年より徳島ヴォルティスに加入。長年第3・4GKとしてのポジションとなっていたが、2022年シーズンは他のGK選手の移籍や怪我などにより公式戦に初出場。YBCルヴァンカップを中心に出場機会を得ている。
2023年3月9日、ベガルタ仙台へ期限付き移籍で加入することが発表された。12月19日、完全移籍へ移行。
2024年8月17日、明治安田J2第27節鹿児島ユナイテッド戦で正GK林彰洋が怪我の為に出られず、移籍後初出場を果たした。

## 所属クラブ
- 1999年 - 2003年 城北アスカFC (北区立西浮間小学校)
- 2004年 東京ヴェルディジュニア
- 2005年 - 2007年 東京ヴェルディジュニアユース (北区立浮間中学校)
- 2008年 - 2010年 流通経済大学付属柏高等学校
- 2011年 - 2014年 早稲田大学 (スポーツ科学部[3])
  - 2012年8月 - 同年12月 ジェフユナイテッド市原・千葉 (特別指定選手)
- 2015年 - 2016年  ヴィッセル神戸
- 2017年 - 2023年  徳島ヴォルティス
  - 2023年3月 - 同年12月  ベガルタ仙台 (期限付き移籍)
- 2024年 -  ベガルタ仙台

## 個人成績
| 国内大会個人成績 | 国内大会個人成績 | 国内大会個人成績 | 国内大会個人成績 | 国内大会個人成績 | 国内大会個人成績 | 国内大会個人成績 | 国内大会個人成績 | 国内大会個人成績 | 国内大会個人成績 | 国内大会個人成績 | 国内大会個人成績 |
| 年度             | クラブ           | 背番号           | リーグ           | リーグ戦         | リーグ戦         | リーグ杯         | リーグ杯         | オープン杯       | オープン杯       | 期間通算         | 期間通算         |
| 年度             | クラブ           | 背番号           | リーグ           | 出場             | 得点             | 出場             | 得点             | 出場             | 得点             | 出場             | 得点             |
| 日本             | 日本             | 日本             | 日本             | リーグ戦         | リーグ戦         | リーグ杯         | リーグ杯         | 天皇杯           | 天皇杯           | 期間通算         | 期間通算         |
| ---------------- | ---------------- | ---------------- | ---------------- | ---------------- | ---------------- | ---------------- | ---------------- | ---------------- | ---------------- | ---------------- | ---------------- |
| 2015             | 神戸             | 21               | J1               | 0                | 0                | 0                | 0                | 0                | 0                | 0                | 0                |
| 2016             | 神戸             | 21               | J1               | 0                | 0                | 0                | 0                | 0                | 0                | 0                | 0                |
| 2017             | 徳島             | 29               | J2               | 0                | 0                | -                | -                | 0                | 0                | 0                | 0                |
| 2018             | 徳島             | 29               | J2               | 0                | 0                | -                | -                | 0                | 0                | 0                | 0                |
| 2019             | 徳島             | 29               | J2               | 0                | 0                | -                | -                | 0                | 0                | 0                | 0                |
| 2020             | 徳島             | 29               | J2               | 0                | 0                | -                | -                | 0                | 0                | 0                | 0                |
| 2021             | 徳島             | 29               | J1               | 0                | 0                | 0                | 0                | 0                | 0                | 0                | 0                |
| 2022             | 徳島             | 29               | J2               | 1                | 0                | 4                | 0                | 0                | 0                | 5                | 0                |
| 2023             | 徳島             | 29               | J2               | 0                | 0                | -                | -                | -                | -                | 0                | 0                |
| 2023             | 仙台             | 45               | J2               | 0                | 0                | -                | -                | 0                | 0                | 0                | 0                |
| 2024             | 仙台             | 45               | J2               | 1                | 0                | 0                | 0                | 0                | 0                | 1                | 0                |
| 2025             | 仙台             | 29               | J2               |                  |                  |                  |                  |                  |                  |                  |                  |
| 通算             | 日本             | 日本             | J1               | 0                | 0                | 0                | 0                | 0                | 0                | 0                | 0                |
| 通算             | 日本             | 日本             | J2               | 2                | 0                | 4                | 0                | 0                | 0                | 5                | 0                |
| 総通算           | 総通算           | 総通算           | 総通算           | 2                | 0                | 4                | 0                | 0                | 0                | 5                | 0                |

※特別指定選手登録期間中（2012年・千葉・背番号34）の試合出場は無し
- プロ公式戦初出場 - 2022年3月3日 YBCルヴァンカップ グループステージ第2節 清水エスパルス戦（アイスタ）
- Jリーグ初出場 - 2022年3月23日 J2第6節 ブラウブリッツ秋田戦（鳴門大塚）

## 代表歴
- U-15日本代表
- U-16日本代表
  - AFC U-16選手権2008
- U-17日本代表
  - 2009 FIFA U-17ワールドカップ
- 全日本大学選抜

## タイトル
徳島ヴォルティス
- J2リーグ：1回（2020年）